# Tabac à priser
Le tabac à priser, communément appelé snuff voire schnupf, est un tabac broyé en fine poudre qui est consommé par insufflation, c'est-à-dire dans le nez. Il doit être distingué du tabac en poudre humidifié de type snus, qui se consomme sur les gencives.
En Occident et sur le plan de l'histoire des mœurs, l'usage remonte au XVIe siècle, et passe par le développement de tabatières et d'ustensiles, se répandant parmi toutes les classes sociales, hommes et femmes confondus. Au XIXe siècle, ce mode de consommation est peu à peu remplacé par le cigare, la cigarette et le tabac à rouler.

## Historique

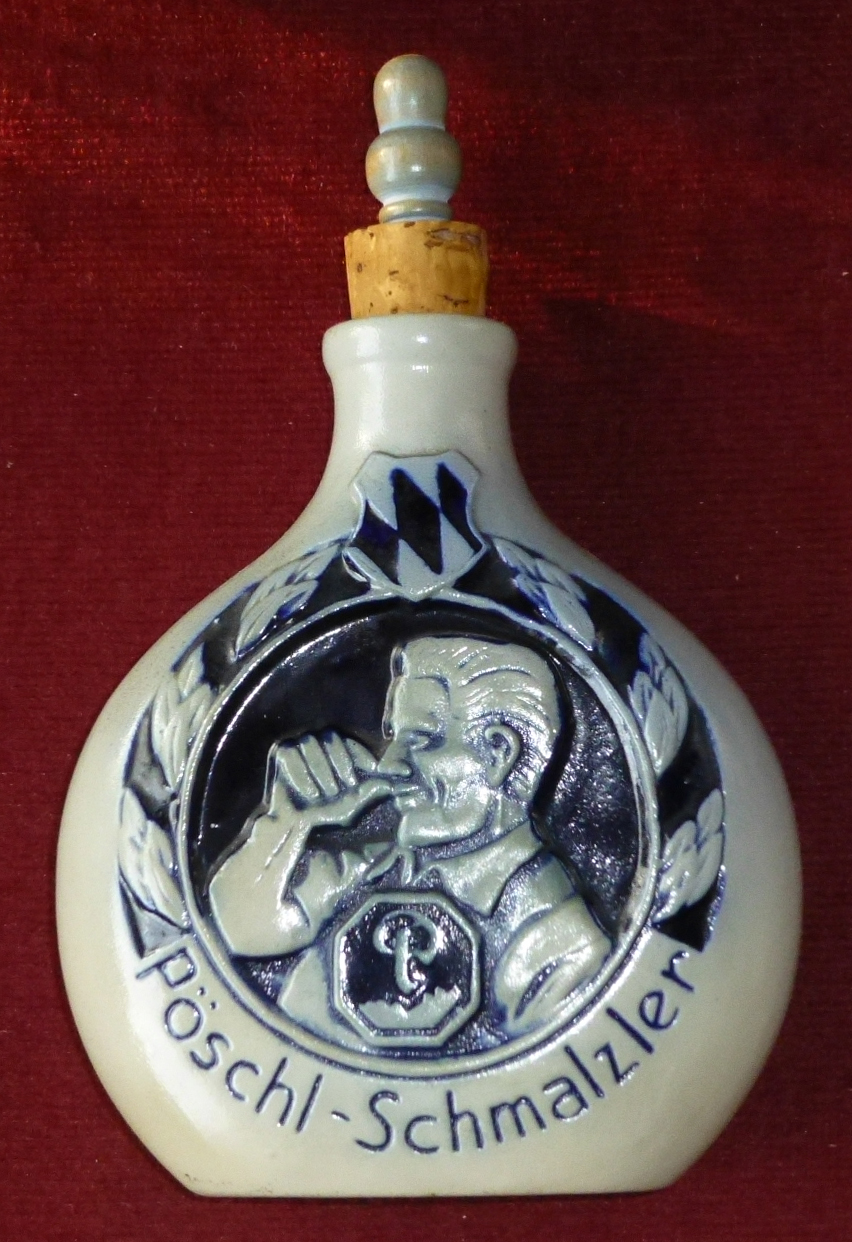
Récipient en grès d'origine bavaroise.

Le tabac fut prisé par les marins dès son introduction en Europe au tournant du XVe siècle. Il se présente alors sous la forme d'une fine poudre, souvent aromatisée. Il en existe de nombreuses variantes de par le monde.

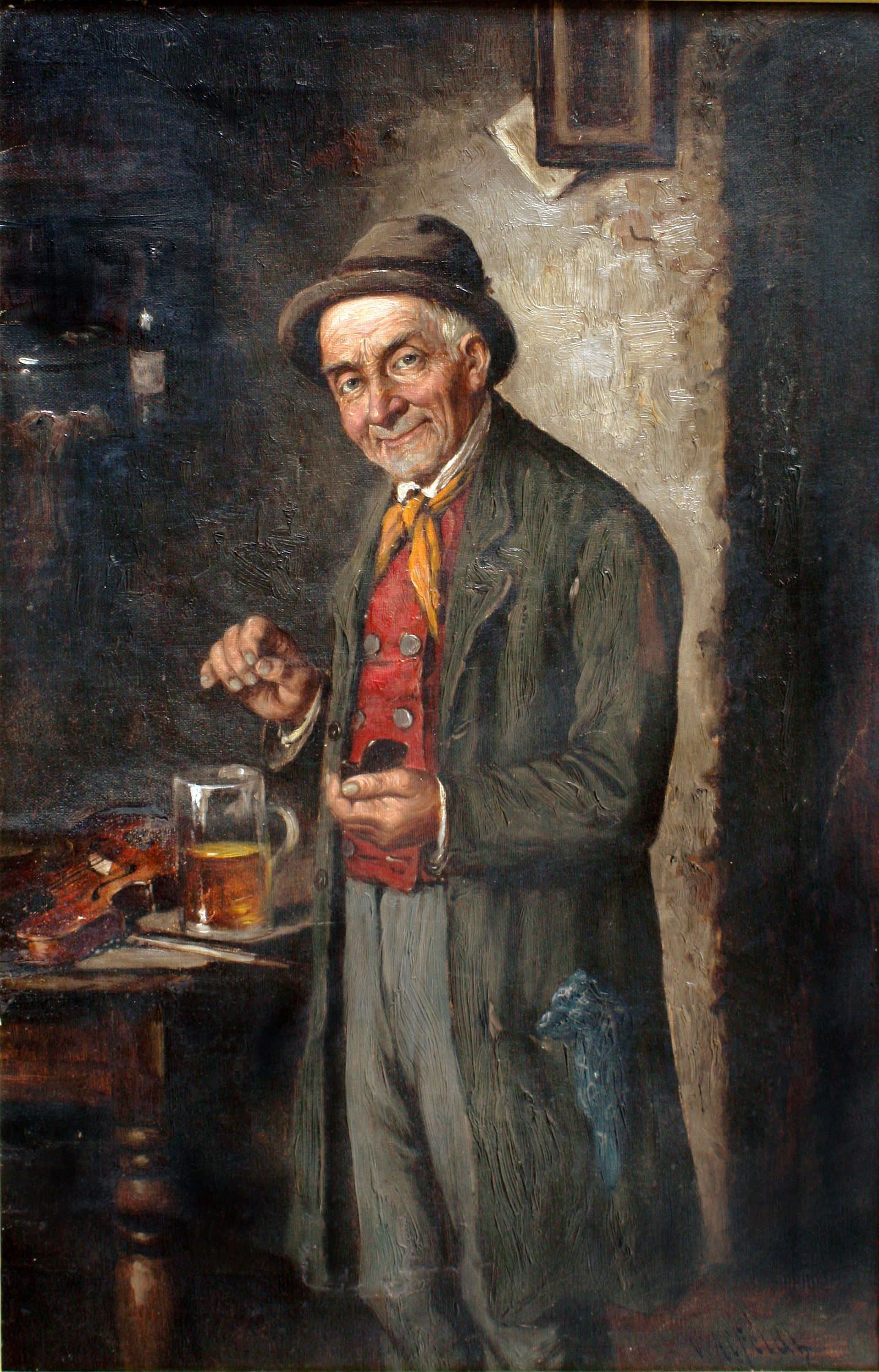
Peinture anonyme du XIXe siècle d'un homme prenant du tabac à priser d'une boîte.

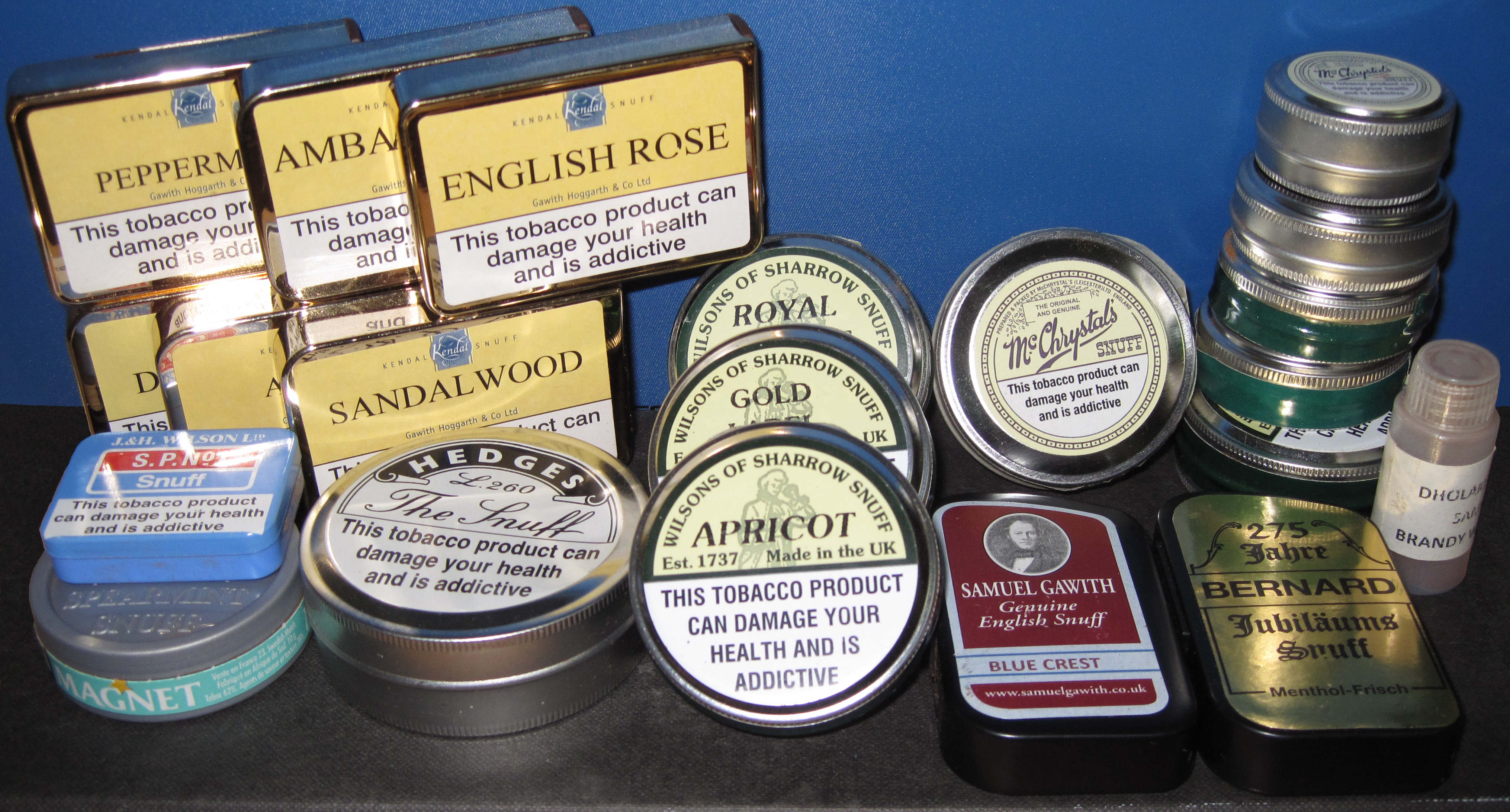
Un assortiment de boîtes de tabac à priser moderne (types snuff et snus).

Il est introduit en France à la Cour pour soigner différents maux, dont les migraines, de Catherine de Médicis (1519-1589). Il est considéré jusqu'au milieu du XXe siècle comme un médicament d'appoint, un errhin (en désuétude, médicaments qui sont appliqués dans les cavités nasales pour augmenter la sécrétion des muqueuses nasales.), et un sternutatoire (les errhins lorsqu'en plus de l'effet produit favorisent les éternuements, sont appelés sternutatoires) ; il fait partie des anacatharses (ἀνακάθαρσις), qui réalisent une purgation par le haut. La pratique de la prise du tabac, ou d'autres substances par l'aristocratie prenait généralement prétexte de sa justification médicale (littéralement une « purge du cerveau », particulièrement en cas de rhume), Cependant et souvent en vain, l'abus était découragé par la profession médicale par rapport au bon usage du tabac, ce qu'a exprimé Jean Chrysostome Magnen dans ses Exercitationes de tabaco et de manna, de 1658: 
« Tu mi lector tabaco utere non abutere, 

& sicuti meo de Atomis disputanti Democrito favisti 

ita ne post atomos pulverem tabaci recuses mei causa naso suspendere, 

ut celebrata ab Aristotele l.1.C.II. de hist. animal. 

consuetudine felicitatem possimus augurari, dum sternutabis »
Magnen rappelle ici les présages sacrés associés aux  éternuements chez Aristote (Histoire des animaux, Livre I, Chapitre II).
L'idée d'une communication ouverte entre le cerveau et le nasopharynx a été réfutée par le De catarrhis de Conrad Victor Schneider, de 1660-1662 et 1664.
La pratique de la prise de tabac a été découragée en France par les Révolutionnaires ; on lui a alors substitué le cigare.
L'usage du tabac à priser est tombé en désuétude dans les pays occidentaux, hormis dans certaines armées. Ainsi, il existe dans l'armée suisse une tradition de priser du tabac en groupe. Cela donne lieu à une forme de rituel dans lequel les participants, disposés en cercle, joignent leurs mains sur lesquelles sont déposés deux petits tas de tabac, et récitent une phrase (une prière selon les appellations, Spruch) patriotique, guerrière ou humoristique avant d'inhaler le tabac.
En espagnol et en portugais, le tabac à priser est nommé rapé, tiré de l'expression française « tabac râpé »,.

## Statistiques
En Suisse, selon l'Office fédéral de la santé publique, 3 % de la population suisse a consommé du tabac à priser en 2023, dont 7 % des 15-34 ans.

## Lobbies et dangerosité
L'Union européenne a déclassé la dangerosité de ce produit le 30 septembre 2002. Les boîtes de tabac à priser ne comportent plus d'avertissements sur l'aspect cancérigène et se limitent à une information sur les maladies cardio-vasculaires et l'addictivité du produit.
La Commission européenne est, depuis 2002, régulièrement, le siège de conflits et de rapports de force entre les fabricants de tabac à priser (britanniques, néerlandais et scandinaves) et des délégués à la santé publique ou rattachés à la politique des consommateurs.
La grande étude menée par le Centre international de recherche sur le cancer publiée à Lyon en 2007 et intitulée IARC Monographs on the Evaluation of Carcinogenic Risks to Humans, Smokeless Tobacco and Some Tobacco-specific N-Nitrosamines, et qui inclut également les tabacs en poudre humide de type snus, conclut en ces termes : « Les expérimentations menées autour de l'utilisation du tabac à priser (snuff) n'ont pas conduit à des preuves évidentes de relation avec le cancer [...] En revanche, il existe une corrélation positive mise en évidence sur des tests animaux, entre le développement de formes cancérigènes et le tabac humide de type snus ».